# نمسیس (ستاره)

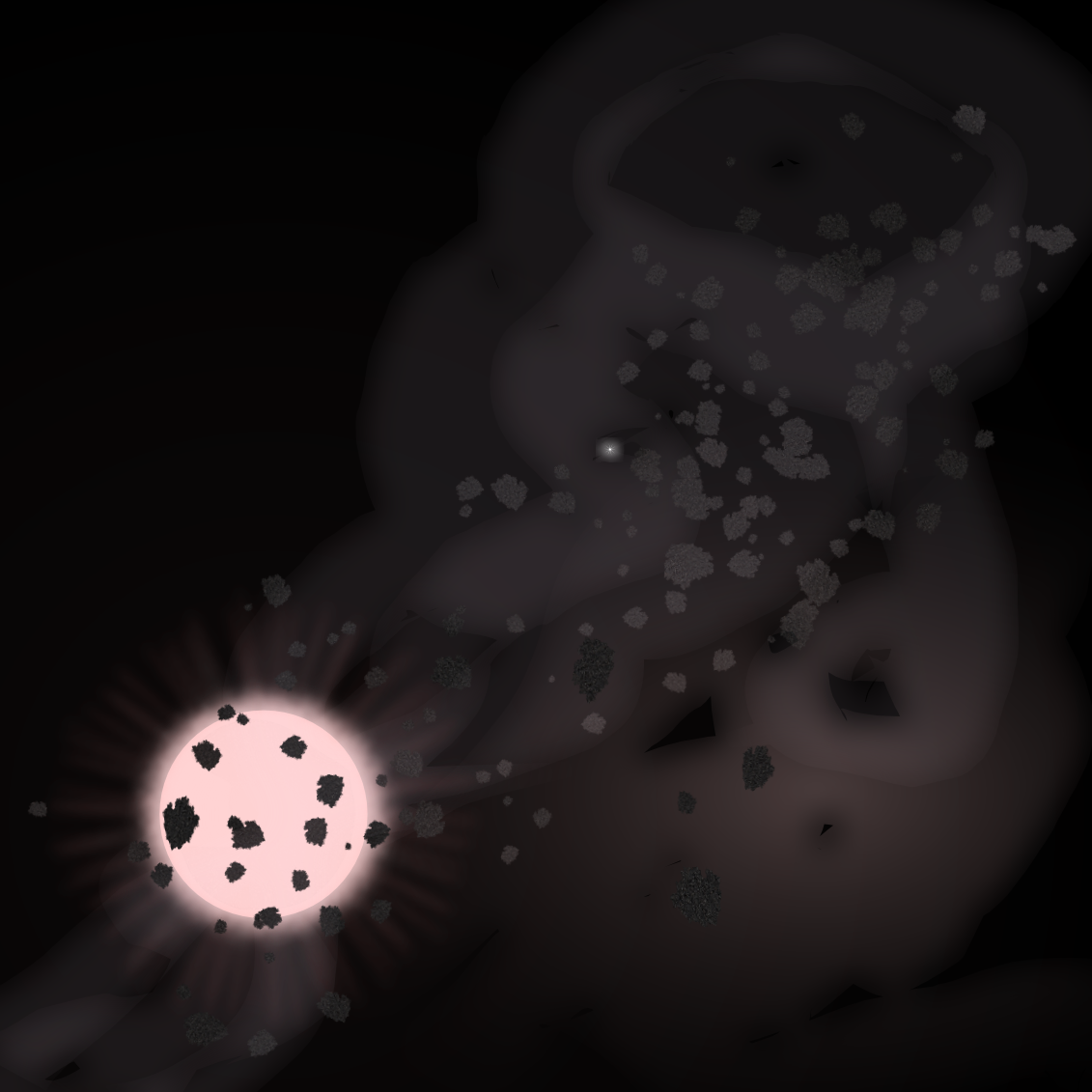
یک انگاشت هنری از ظاهر ستاره فرضی نمسیس به‌عنوان یک کوتوله سرخ یا قهوه‌ای که با یک سطح متروک و خورشید در مرکز آن مشاهده می‌شود.

نِمِسیس یا نِمِه‌سیس نام یک ستارهٔ فرضیِ کم‌نور و احتمالاً نوعی کوتولهٔ قهوه‌ای یا کوتولهٔ سرخ است. این ستاره در فاصلهٔ ۹۵٬۰۰۰ واحد نجومی (۱٫۵ سال نوری) از خورشید فرض شده است و با خورشید یک ستارهٔ دوتایی یا بیش از دو ستاره است. به‌گفتهٔ دانشمندان، ممکن است یک سیارهٔ بسیار بزرگ در مداری خارج از سامانه خورشیدی، عامل پرتاب دنباله‌دار به منظومهٔ ما باشد.
دانشمندان در حال حاضر این نظریه را مطرح کرده‌اند که احتمالاً یک ستارهٔ پنهان که آن را «نمسیس» نامیده‌اند، در فاصلهٔ یک تا یک و نیم سال نوری از خورشید می‌تواند وجود داشته‌باشد.

## دلیل وجود داشتن نمسیس
زمین در هر ۵۰ میلیون سال مورد برخورد شهاب‌سنگ‌ها و سیارک‌هایی با قطر بیش از ۵ کیلومتر قرار می‌گیرد؛ و به همین دلیل برخی گمان برده‌اند که جسمی داغ وجود دارد که در هر ۵۰ میلیون سال باعث داغ‌شدن سنگ‌های ابر اورت می‌شود و دنباله‌دارها را تشکیل می‌دهد. این پدیده توانسته ۶۵ میلیون سال پیش در دورهٔ کرتاسه موجب انقراض دایناسورها شود. پس چند احتمال وجود دارد:
- انفجارها و بادهای ستاره‌ای
- گرانش خورشید
- وجود نمسیس در یک تا یک و نیم سال نوری از خورشید.

## دلیل دیده‌نشدن نمسیس
اگر نمسیس ستاره‌ای پرنور و بزرگ بود از ستارهٔ شباهنگ هم در آسمان نور بیشتری داشت و حتی می‌توانست تغییرات اقلیمی زیادی را در زمین و سیارات دیگر رقم بزند. پس بنا بر گفتهٔ دانشمندان این ستارهٔ فرضی یا وجود ندارد یا یک ستارهٔ کوچک و کم‌نور است که به احتمال زیاد یک کوتولهٔ قهوه‌ای می‌باشد چون در این گونه ستارگان همجوشی هسته‌ای رخ نمی‌دهد و گرما و نوری اندکی هم که تولید می‌شود به خاطر اصطکاک اتم‌ها است.